# Olympische Winterspiele 1952/Teilnehmer (Norwegen)
| Gelbes Symbol für Goldmedaillen mit stilisierten Olympischen Ringen | Graues Symbol für Silbermedaillen mit stilisierten Olympischen Ringen | Braundes Symbol für Bronzemedaillen mit stilisierten Olympischen Ringen |
| ------------------------------------------------------------------- | --------------------------------------------------------------------- | ----------------------------------------------------------------------- |
| 7                                                                   | 3                                                                     | 6                                                                       |

Norwegen nahm an den VI. Olympischen Winterspielen 1952 in der norwegischen Hauptstadt Oslo mit einer Delegation von 73 Athleten in acht Disziplinen teil, davon 61 Männer und 12 Frauen. Mit sieben Gold-, drei Silber- und sechs Bronzemedaillen war der Gastgeber die erfolgreichste Nation bei diesen Spielen.
Fahnenträger bei der Eröffnungsfeier war der Eisschnellläufer Hjalmar Andersen. Andersen trat in drei Disziplinen an und wurde in allen Olympiasieger, zweimal mit olympischem Rekord.

## Teilnehmer nach Sportarten

### Bob
Männer, Zweier
- Arne Holst, Kåre Christiansen (NOR-1)
13. Platz (5:38,41 min)

- Erik Tandberg, Curt James Haydn (NOR-2)
14. Platz (5:39,62 min)

Männer, Vierer
- Arne Holst, Trygve Brudevold, Curt James Haydn, Kåre Christiansen (NOR-1)
12. Platz (5:21,36 min)

- Reidar Alveberg, Anders Hveem, Arne Røgden, Gunnar Thoresen (NOR-2)
13. Platz (5:24,47 min)

### Eishockey
Männer
| - Jan Erik Adolfsen - Arne Berg - Egil Bjerklund - Per Dahl - Bjørn Sigmund Gulbrandsen - Bjørn Oscar Gulbrandsen - Finn Gundersen - Arthur Kristiansen - Gunnar Kroge | - Johnny Larntvet - Roar Pedersen - Annar Petersen - Ragnar Rygel - Leif Solheim - Øivind Solheim - Roy Strandem - Per Voigt |

- 9. Platz

### Eiskunstlauf
Frauen
- Ingeborg Nilsson
24. Platz (113,322)

- Bjørg Løhnner Øien
Wettkampf nicht beendet

Paare
- Bjørg Skjælaaen & Reidar Børjeson
13. Platz (8,346)

### Eisschnelllauf
Männer
- Hroar Elvenes
500 m: 6. Platz (44,1 s)

- Finn Helgesen
500 m: 5. Platz (44,01 s)

- Arne Johansen
500 m: Bronze  (44,0 s)

- Sigmund Søfteland
500 m: 10. Platz (44,3 s)

- Roald Aas
1500 m: Bronze  (2:21,6 min)

- Hjalmar Andersen
1500 m: Gold  (2:20,4 min)
5000 m: Gold  (8:10,6 min, olympischer Rekord)
10.000 m: Gold  (16:45,8 min, olympischer Rekord)

- Ivar Martinsen
1500 m: 8. Platz (2:23,4 min)

- Nic Stene
1500 m: 15. Platz (2:24,8 min)

- Wiggo Hanssen
5000 m: 9. Platz (8:37,2 min)

- Sverre Ingolf Haugli
5000 m: Bronze  (8:22,4 min)
10.000 m: 6. Platz (17:30,2 min)

- Yngvar Karlsen
5000 m: 20. Platz (8:48,2 min)
10.000 m: 18. Platz (18:10,6 min)

- Ingar Nordlund
10.000 m: Rennen nicht beendet

### Nordische Kombination
- Per Gjelten
Einzel (Normalschanze/18 km): 5. Platz (432,848)

- Ottar Gjermundshaug
Einzel (Normalschanze/18 km): 6. Platz (432,121)

- Simon Slåttvik
Einzel (Normalschanze/18 km): Gold  (451,621)

- Sverre Stenersen
Einzel (Normalschanze/18 km): Bronze  (436,335)

### Ski Alpin
Männer
- Stein Eriksen
Abfahrt: 6. Platz (2:33,8 min)
Riesenslalom: Gold  (2:25,0 min)
Slalom: Silber  (2:01,2 min)

- Gunnar Hjeltnes
Abfahrt: 7. Platz (2:35,9 min)
Riesenslalom: 10. Platz (2:33,7 min)
Slalom: im Vorlauf ausgeschieden

- Sverre Johannessen
Abfahrt: disqualifiziert

- Johnny Lunde
Abfahrt: 20. Platz (2:43,6 min)

- Guttorm Berge
Riesenslalom: 13. Platz (2:34,5 min)
Slalom: Bronze  (2:01,7 min)

- Alf Opheim
Riesenslalom: 19. Platz (2:35,9 min)

- Per Rollum
Slalom: 8. Platz (2:04,5 min)

Frauen
- Margit Hvammen
Abfahrt: 7. Platz (1:50,9 min)
Riesenslalom: 18. Platz (2:17,7 min)
Slalom: 18. Platz (2:21,2 min)

- Dagny Jørgensen
Abfahrt: 21. Platz (1:56,8 min)
Riesenslalom: 33. Platz (2:31,1 min)

- Borghild Niskin
Abfahrt: disqualifiziert
Riesenslalom: 6. Platz (2:11,9 min)
Slalom: 11. Platz (2:17,7 min)

- Karen-Sofie Styrmoe
Abfahrt: 31. Platz (2:15,5 min)
Slalom: 23. Platz (2:27,6 min)

- Tull Gasmann
Riesenslalom: 35. Platz (2:34,3 min)
Slalom: 33. Platz (2:36,9 min)

### Skilanglauf
Männer
- Hallgeir Brenden
18 km: Gold  (1:01:34 h)
4 × 10 km Staffel: Silber  (2:23:13 h)

- Magnar Estenstad
18 km: 11. Platz (1:04:26 h)
50 km: Bronze  (3:38:28 h)
4 × 10 km Staffel: Silber  (2:23:13 h)

- Per Gjelten
18 km: 20. Platz (1:07:40 h)

- Ottar Gjermundshaug
18 km: 17. Platz (1:06:13 h)

- Mikal Kirkholt
18 km: 12. Platz (1:04:53 h)
4 × 10 km Staffel: Silber  (2:23:13 h)

- Simon Slåttvik
18 km: 15. Platz (1:05:40 h)

- Sverre Stenersen
18 km: 27. Platz (1:09:44 h)

- Martin Stokken
18 km: 6. Platz (1:03:00 h)
4 × 10 km Staffel: Silber  (2:23:13 h)

- Edvin Landsem
50 km: 7. Platz (3:40:43 h)

- Harald Maartmann
50 km: 8. Platz (3:43:43 h)

- Olav Økern
50 km: 4. Platz (3:38:45 h)

Frauen
- Jorun Askersrud-Tangen
10 km: 12. Platz (47:45 min)

- Gina Regland
10 km: 10. Platz (45:37 min)

- Marit Øiseth
10 km: 7. Platz (45:04 min)

- Rakel Wahl
10 km: 6. Platz (44:54 min)

### Skispringen
- Arnfinn Bergmann
Normalschanze: Gold  (226,0)

- Torbjørn Falkanger
Normalschanze: Silber  (221,5)

- Arne Hoel
Normalschanze: 6. Platz (215,5)

- Halvor Næs
Normalschanze: 4. Platz (187,0)